# Weinberg (Fahrland)
Der Weinberg ist eine 39,4 m ü. NHN hohe Erhebung auf der Gemarkung von Fahrland, einem Ortsteil der Stadt Potsdam in Brandenburg. Die Erhebung liegt rund 800 m südsüdöstlich des Dorfzentrums von Fahrland am nördlichen Ufer des Fahrlander Sees. Wenige Meter südöstlich der Erhebung befindet sich der geographische Mittelpunkt Brandenburgs.